# Jean-Baptiste Favory
Jean-Baptiste Favory (Paris, 1967) est un compositeur français de musique concrète, électronique et instrumentale. 

## Biographie
De parents comédiens (Catherine Fournet & Michel Favory), Jean-Baptiste Favory est né en 1967 à Paris. Ses premières œuvres sont diffusées sur France-Culture en 1994 dans le cadre des Ateliers de Création Radiophoniques alors dirigés par René Farabet. En 1995, il reçoit commande de la société Infogrames pour la composition de l'habillage sonore d'Infonie, l'un des premiers fournisseurs de l'internet en France. La même année, il obtient son diplôme de conservatoire au CNR de Boulogne-Billancourt en électroacoustique. 
En 1996, il travaille dans les studios de La muse en circuit où il sera l'ingénieur du son de Luc Ferrari, Brunhild Ferrari et du compositeur Britannique Gavin Bryars.
En 1997, une résidence l'amène au Mexique, à Monterrey où il composera Leyendas Urbanas, conjointement avec les images du vidéaste Pierre Jacob Colling. La pièce sera diffusée en triple vidéo projection dans le planétarium de la ville. C'est aussi à Monterrey qu'il rencontre Los Lichis, un collectif de plasticiens et musiciens avec lesquels il enregistre  plusieurs disques de Free-rock en cd, vinyle et cassette.
De 1998 à 1999, il suit le cursus de composition des Ateliers UPIC de Iannis Xenakis, avec les masterclass de Jean-Claude Risset, Julio Estrada, Gérard Pape, Trevor Wishart, Harry Halbreicht, et Curtis Roads. Jusqu'à sa fermeture en 2007, il travaillera dans les studios du CCMIX (Anciennement Ateliers UPIC) comme réalisateur en informatique musicale avec Gérard Pape, Paul Méfano et Éliane Radigue.
De 2000 à aujourd’hui, il est animateur sur RL de l'émission Epsilonia avec David Buxton : 2 heures mensuelles consacrées aux musiques contemporaines. De nombreux invités tels que : Eliane Radigue, Julio Estrada, Jean-Claude Risset, Gérard Pape, Denis Dufour, Jean-Claude Eloy, Michel Chion, Paul Méfano, Keiji haino, Allain Gaussin, Bérangère Maximin, Frédéric Acquaviva, Kasper Töeplitz, Yochk'o Seffer.
À partir de 2000, il travaille avec le metteur en scène Marcel Bluwal sur ses bandes son de théâtre: "Le grand retour de Boris S", "Conversation avec mon père", "David & Edward" et "A la porte" en 2007. La même année, il compose pour Jean Gillibert : "La passion d'Alexis" et Gérard Maro "Voltaires folies" au théâtre de l'œuvre..
En 2008, il participe avec Gérard Pape, à la fondation de l'ensemble CLSI (Cercle pour la Libération du Son et de l'Image); un collectif de compositeurs interprètes, sous la direction Musicale de Paul Méfano. C'est d'ailleurs ce dernier qui dirigera la pièce de Jean-Baptiste Favory : UNISONO I. En 2009, il joue Prozession, de Karlheinz Stockhausen avec le CLSI, au festival d'été de Kürten. 
En 2012, il compose pour une mise en scène de Louis Arène à la comédie Française : La fleur à la bouche de Luigi Pirandello, avec son père, Michel Favory. En 2015, il compose plusieurs musiques de documentaire pour la chaine ARTE. 
Fin 2022 et en 2023, la pièce électronique "Des sphères" est diffusée lors de plusieurs spectacles au planétarium de La Cité des Sciences et de l'Industrie à Paris, accompagnée d'une vidéo à 360° représentant un voyage dans notre galaxie sur 51 minutes. 
Les œuvres de Jean-Baptiste Favory sont jouées à l'international et la plupart de ses œuvres ont fait l'objet d'une édition discographique en France, États-Unis, Pologne, Mexique, Russie et Angleterre.
"L’imagination est portée à son paroxysme sans efforts, et c’est la qualité essentielle de Jean-Baptiste Favory de donner l’évidence sans avoir besoin de prouver." Paul Méfano 2019.

## Œuvres
- Crash test (1990)
- La partie pour le tout (1992)
- L’Eve future (1994)
- Hadaly habal (1994)
- Le grand conseil de Sirius a rendu son verdict (1995)
- Parasites! (1996)
- Leyendas urbanas (1997)
- Bruit mauve (1998)
- La catastrophe d'assèchement (1999)
- Zona del silencio (2000)
- La bande à desseins (2001)
- Chicharra (2003)
- Pour les voyageurs (2005)
- Cosmos privé (2005)
- Big ending (2007)
- UNISONO I (2008)
- Le voyage immobile (2009)
- UNISONO II (2010)
- Bad tape nostalgia (2011)
- UNISONO III (2011)
- UNISONO IV (2011)
- Fading spaces (2013)
- Microsphères (2014)
- El ojo doble (2015)
- Things under -Compositions organiques pour guitares et électronique- (2016)
- Le passager (2017)
- UNISONO V (2018)
- db - Les 7 vies de David Bowie- (2018)
- Parades (2019)
- Postlude (2020)
- Ciels (2021)
- Voladores (2022)
- PAUL & paul (2023)
- La grande marée (2024)
- Le miroir à trois faces (2025)

## Discographie
- I was thinking (CD Feeding tube records 2025)[6]
- Les signes au loin (CD ACEL 2024)
- Des sphères (LP ACEL 2022)
- Ciels (CD Feeding tube records 2022)[6]
- Le passager (CD ACEL 2019)[7]
- Cosmos privé (CD ACEL 2017)[7]
- Things under (LP Feeding tube records 2017)[6]
- Voyage immobile (CD obs records 2015)[8]
- UNISONO (CD entr'acte 2012)[9]
- Big endings (CD entr'acte 2010)[9]

Groupes :
- Los Lichis : Eerie breedings (LP L'eau des fleurs records 2023)
- Los Lichis : Small Mole & The Flavor Jewel Trio (EP Ever/Never records 2022)
- Los Lichis : Dog re-edition' ( LP Feeding tube records 2016)
- Los Lichis : Cheap funeral music (Cassette Loki records 2016)

- CLSI / Yochk'o Seffer / Thollem McDonas : Rencontres électriques (CD ACEL 2016)[7]
- Los Lichis : Dog (double LP 2012)[10]
- Bad tape nostalgia et Motor revers (Cassette Banned productions 2011)[11]
- Spirit of the matter : Zuble land (CD, Musea 2009)[12]
- 100 000 Années, (Split CD avec Lionel Marchetti Monotype records 2006)[13]
- Documents : D10a, (LP Textile records 2002)

Compilations :
- CRU3 : Le passager (Éditions Frédéric Acquaviva 2017).
- Jiyo et Yebi : Impro sessions 2013/2014 (CD Leo Torres 2015)
- Détonnants Voyages : Leyendas Urbanas - extrait-  (Studio forum 2003)[14]
- Zone de rêves : Eve (Studio forum 2002)[14]
- Lieu-non lieu, hörspiel IV : Zona del silencio (La muse en circuit 2000)[15]
- Le train fantôme : Bruit mauve -extrait- (Studio forum 1999)[14]